# Kongres Pracy Ukrainy
Kongres Pracy Ukrainy (Kongres Ludu Pracującego Ukrainy, Ogólnoukraiński Kongres Pracy) – tymczasowy najwyższy organ prawodawczy Ukraińskiej Republiki Ludowej w okresie działania Dyrektoriatu URL. Zwołany został przez Dyrektoriat z zamiarem organizacji władzy na Ukrainie i ustalenia formy rządów po pozbawieniu władzy hetmana Pawła Skoropadskiego. Odbył się w dniach 23-28 stycznia 1919 w Kijowie.
W grudniu 1918 na naradzie członków Dyrektoriatu URL i przedstawicieli partii politycznych, w celu efektywniejszej walki z bolszewikami, zdecydowano w organizacji władzy położyć nacisk na jej ludowy charakter, w związku z którym władza miała należeć do rad robotników, chłopów i inteligencji pracującej. W deklaracji końcowej narady zaproponowano zwołać Kongres Ludu Pracującego Ukrainy, jako najwyższy organ władzy.
Przygotowanie wyborów do Kongresu było regulowane przez instrukcję Dyrektoriatu z 5 stycznia 1919. Wybory miały odbywać się systemem kurialnym (robotnicy, chłopi, inteligencja pracująca). Prawo wyborcze przysługiwało wszystkim obywatelom URL powyżej 21 roku życia, oprócz osób pozbawionych praw obywatelskich oraz wojskowych armii URL. Do Kongresu miano wybrać 593 delegatów, w tym z Kijowszczyzny – 67, Podola – 59, Charkowszczyzny – 65, Chersońszczyzny – 52, Wołynia – 60, Czernihiwszczyzny – 54, Połtawszczyzny – 58, Katerynosławszczyzny – 46, Krymu i Wybrzeża – 18, Chełmszczyzny, Podlasia i Polesia – 19, Zachodnioukraińskiej Republiki Ludowej – 65, oraz organizacji zawodowych: Ogólnoukraińskiego Zjazdu Kolejarzy – 20 i Ogólnoukraińskiego Zjazdu Pocztowców – 10.
Z 528 delegatów, którzy mieli być wybrani na terenie URL, miało być 377 chłopów, 118 robotników i 33 przedstawicieli inteligencji pracującej. Przewodniczącym komisji wyborczej został Andrij Liwicki. Wybory odbyły się w dniach 12-15 stycznia 1919, na terytorium Zachodnioukraińskiej Republiki Ludowej nie odbyły się ze względu na działania wojenne.
22 stycznia 1919 w Kijowie odbyło się uroczyste ogłoszenie Aktu Zjednoczenia, w którym wzięła udział 36-osobowa delegacja Ukraińskiej Rady Narodowej ZURL pod przewodnictwem Lwa Baczynśkiego. Dyrektoriat zwrócił się do delegacji z prośbą, aby wzięła udział w pracach Kongresu jako przedstawicielstwo Zachodniej Ukrainy, na co delegacja wyraziła zgodę. Zaplanowane na 19 stycznia otwarcie Kongresu nie odbyło się z powodu nie przybycia części delegatów. Prace Kongresu rozpoczęły się 23 stycznia, w budynku Teatru Operowego w Kijowie. Ogółem do czasu rozpoczęcia Kongresu przybyło 400 delegatów. Prace Kongresu ochraniał oddział Strzelców Siczowych.
Do Kongresu weszli wszyscy przedstawiciele Dyrektoriatu, z wyjątkiem Symona Petlury, który jako wojskowy nie mógł wystartować w wyborach. W skład prezydium Kongresu weszli: D. Odryda (z ramienia najliczniejszej frakcji Związku Chłopskiego oraz Ukraińskiej Partii Socjalistów-Rewolucjonistów), Semen Wityk (z ramienia ukraińskich socjal-demokratów), Tymotej Staruch (przedstawiciel partii galicyjskich). W posiedzeniach plenarnych przewodniczyli kolejno członkowie Prezydium. Do składu Sekretariatu Kongresu wybrano: S. Baczynskiego (UPSR), W. Złotczanśkiego (USDRP), Ł. Gawryluka (rosyjscy eserzy), Mykołę Woronego (UPSS), I. Biska (RSDRP).
23 stycznia 1919 Kongres zatwierdził uchwałę Ukraińskiej Rady Narodowej ZURL i Uniwersał Dyrektoriatu URL, dotyczące zjednoczenia ZURL i URL w jedno państwo (Akt Zjednoczenia). Na kolejnych posiedzeniach plenarnych wysłuchał wystąpień na temat Dyrektoriatu (referował Wołodymyr Wynnyczenko), rządu państwa (referował Wołodymyr Czechiwski) i stanu armii (referował Symon Petlura).
Główne dyskusje i prace redakcyjne odbywały się w Konwencie Seniorów (który składał się z przedstawicieli partii politycznych), oraz na posiedzeniach komisji i frakcji. Podczas trwania Kongresu większość delegatów opowiedziała się przeciwko wprowadzeniu na Ukrainie radzieckiej formie rządów. 28 stycznia 1919 delegaci Kongresu uchwalili tekst rezolucji do władz państwa, wniesionej przez S. Baczynśkiego, jako projekt tymczasowej konstytucji Ukrainy. W dokumencie tym ogłoszono zawieszenie prac Kongresu z powodu bolszewickiej ofensywy na Kijów. Do następnej sesji Kongresu najwyższa władza i sprawy obronności zostały przekazane Dyrektoriatowi URL, uzupełnionemu o przedstawiciela Naddniestrzańskiej Ukrainy (Galicji, Bukowiny i Zakarpacia) – Jewhena Petruszewycza.
Prawa ustanawiane przez Dyrektoriat miały być zatwierdzane na najbliższej sesji Kongresu. Władza wykonawcza miała należeć do Rady Ludowych Ministrów, która podlegała Dyrektoriatowi. W dokumencie zapowiadano również utworzenie stałych komisji z funkcjami kontrolnymi, zajmujących się również tworzeniem propozycji zmian prawnych. Skład komisji miał być wybierany na zasadzie proporcjonalności do liczebności frakcji politycznych, przy czym 1 członek komisji miał przypadać na 15 delegatów.
Z zamiarem umocnienia ładu demokratycznego na Ukrainie Kongres postulował przygotowanie ustawy „o wyborach ogólnonarodowego Parlamentu Niezależnej Zjednoczonej Republiki Ukraińskiej”. Postanowiono również, że władze lokalna działać będą pod nadzorem lokalnych Rad Pracujących (Трудових рад), złożonych proporcjonalnie z przedstawicieli robotników i chłopów. Kongres zatwierdził również Uniwersał „Do ukraińskiego narodu”,  notę „Do narodów świata”, w której potwierdzał prawo Ukrainy do uczestniczenia w konferencji pokojowej w Paryżu, oraz protest przeciwko atakowi bolszewików na Ukrainę.
W celu przygotowania projektów prawnych do następnej sesji, Kongres wybrał 30 delegatów, którzy 29 stycznia podzielili się na sześć komisji: obrony (10 osób, przewodniczący Maciuk), ziemska (12 osób, przewodniczący Petrenko), budżetowa (6 osób, przewodniczący Ilja Czajkiwśkyj), spraw zagranicznych (8 osób, przewodniczący Łew Baczynśkyj), zaopatrzeniowa (9 osób, przewodniczący Melnyk), kulturalno-oświatowa (10 osób, przewodniczący Wyrowyj). Po wycofaniu się władz ukraińskich z Kijowa po ataku bolszewików, komisje odbywały posiedzenia i brały udział we wspólnych zebraniach Kongresu, Dyrektoriatu URL i Rady Ministrów w Winnicy, Równem i Kamieńcu Podolskim.
W przeciągu wiosny i lata 1919 komisje Kongresu utraciły wpływy w rządzie, w związku z tym na wspólnym zebraniu członków komisji (około 10 osób pod przewodnictwem Semena Wityka) w Kamieńcu Podolskim 11 lipca 1919 zdecydowano o zawieszeniu prac komisji.